# D
D je čtvrté písmeno latinské abecedy. V češtině označuje znělou alveolární plozivu.

## Významy

### D
Anglosaské vzdělávání
podprůměrná známka (odpovídající českému stupni dostatečně)
Atmosféra
nejnižší vrstva v ionosféře
Biblistika
označení tzv. deuteronomického pramenu Pentateuchu
Biochemie
označení pro kyselinu asparagovou
Doprava
označení dálnice v Česku a na Slovensku
označování linek MHD – D (linka)
Elektrotechnika
označení standardní velikosti elektrického článku ve tvaru válce o průměru 33 mm a délce 58 mm (tzv. „velký buřt“)
Fyzika
označení vektoru elektrické indukce
označení mezonů s nenulovým půvabem, jejichž nejtěžším kvarkem/antikvarkem, kterým jsou spolutvořeny, je kvark c
Jednotky
v soustavě SI značka vedlejší jednotky optické mohutnosti – dioptrie
Geografie
D (řeka) — řeka v Oregonu v USA
Hudba
označení dominanty.
Chemie
značka deuteria – izotopu vodíku
ᴅ (kapitálka) – stereodeskriptor pro označení konfigurace zpravidla u sacharidů a aminokyselin
Informatika
programovací jazyk – viz D (programovací jazyk)
Logické obvody
označení klopného obvodu typu D – delay latch neboli zdržení
Matematika
symbol pro největší společný dělitel
Mezinárodní poznávací značka
Německo
Nutriologie
vitamín – kalciferol
vejce – nejmenší velikost slepičích vajec
Opevnění
zkratka pro dělostřeleckou tvrz Dobrošov
Římské číslice
symbol pro 500
Šestnáctková soustava (a další číselné soustavy o základu větším než 13)
číslice 13
Železnice
služební vůz nebo oddíl
služební vůz pro nákladní vlaky
služební nebo zavazadlový vůz
vůz s prostorem pro přepravu jízdních kol
vůz pro cestující s dětmi do 10 let (označení v jízdním řádu ve sloupci vlaku)

### d
Geometrie
označení pro průměr
ve čtyřúhelníku strana mezi vrcholy D a A
v mnohoúhelnících o 5 a více vrcholech strana mezi vrcholy D a E
Hudba
nota, tón
Jednotky
v soustavě SI značka vedlejší jednotky času – den
v soustavě SI značka předpony pro 10−1 (deci-)
Fyzika a obecná chemie
označení kvantových stavů s orbitálním momentem hybnosti (resp. vedlejším kvantovým číslem) l=2; odtud i
- označení atomového orbitalu odpovídajícího l=2;
- označení bloku přechodných kovů v periodické tabulce

označení kvarku d („dolů“)
Matematika
symbol pro operátor derivace a pro totální diferenciál

### d'
Lingvistika
zkratka předložky de. Užívá se v latině a románských jazycích ve významu z, od. Jméno s touto předložkou bývá někdy překládáno do jiných jazyků (např. d'Orange: Oranžský), jindy se nepřekládá (např. Jean le Rond d'Alembert).

### ₫
Měna
znak měny Dong

### ∂
| Znak            | ∂                    | ∂                    |
| --------------- | -------------------- | -------------------- |
| Název v Unicodu | Partial differential | Partial differential |
| Kódování        | dec                  | hex                  |
| Unicode         | 8706                 | U+2202               |
| UTF-8           | 226 136 130          | e2 88 82             |
| Číselná entita  | &#8706;              | &#x2202;             |
| Názvová entita  | &part;               | &part;               |

Matematika
znak parciálního diferenciálu